# Triphaenopsis confecta
Triphaenopsis confecta är en fjärilsart som beskrevs av Walker 1858. Triphaenopsis confecta ingår i släktet Triphaenopsis och familjen nattflyn. Inga underarter finns listade i Catalogue of Life.